# Monólogo da Prostituta no Manicômio
O Monólogo da prostituta no manicômio (ou Monológo da puta no manicômio) é uma peça teatral escrita por Dario Fo e Franca Rame em 1977.
Conta a história de uma prostituta que está presa no manicômio judiciário por ter ateado fogo no escritório de um industrial. A personagem conta sua trajetória de vida, revelando que tem plena consciência de seu estado e que, mesmo reconhecendo-se como morta/viva, encontra forças para reagir diante de seus opressores.
Dario Fo é ator, autor, pintor e encenador italiano. Em 9 de outubro de 1997 ele recebeu o Prêmio Nobel de Literatura. Sua obra foi classificada como notável por seu realismo contundente.
Franca Rame é atriz, autora e romancista italiana. Casada com Dario Fo desde 1954, é parceira dele em várias peças, tanto como escritora como intérprete de personagens no palco.